# 布里永-蒙雷阿勒拉克吕斯站
布里永-蒙雷阿勒拉克吕斯站，简称"布里永站"，是法国的一个铁路乘降所，位于法国城市布里永境内。

## 位置
布里永-蒙雷阿勒拉克吕斯站位于布里永市区的北部，昂德洛－拉克吕斯铁路的终点，距离布雷斯地区布尔格大约35公里。车站大致呈东西走向，开口朝北。

## 历史
布里永-蒙雷阿勒拉克吕斯站建于1996年，其前身为拉克吕斯站。后者位于现布里永-蒙雷阿勒拉克吕斯站东侧大约700米，因1990年布雷斯地区布尔格－贝勒加德铁路的停运而关闭，其客运功能改迁至布里永-蒙雷阿勒拉克吕斯站。
而为了节约巴黎—日内瓦线路列车的运行时间，布雷斯地区布尔格－贝勒加德铁路于2005年再次进行修复，并于2010年开通。其间布里永-蒙雷阿勒拉克吕斯站曾一度关闭。由于布里永-蒙雷阿勒拉克吕斯站仅设置了北侧的单侧站台，因此巴黎—日内瓦一线的列车无法停靠布里永-蒙雷阿勒拉克吕斯站。

## 设施
布里永-蒙雷阿勒拉克吕斯站是一个无人看守的乘降所，没有人工售票窗口及自动售票机，在该站上车的乘客需主动购票或使用通勤卡。

## 停靠线路
以下列车线路在布里永-蒙雷阿勒拉克吕斯站停靠：
| 布里永-蒙雷阿勒拉克吕斯站列车线路表 |      |          |          |                 |
| 线路                                | 车种 | 上一站   | 下一站   | 大致运行频率    |
| 布雷斯地区布尔格—圣克洛德           | TER  | 尼里约   | 贝利尼亚 | 每天2趟左右     |
| 圣克洛德→里昂                       | TER  | 贝利尼亚 | 尼里约   | 每天1班（单向） |
| 1. 2.                               |      |          |          |                 |

## 配套交通

### 长途客车
| 停靠布里永-蒙雷阿勒拉克吕斯站的大巴车 |                      | |
| 上下车地点                            | 运营单位             | 主要线路及目的地                                                                                                  |
| 布里永-蒙雷阿勒拉克吕斯站门口         | 安省城际客运 Car Ain | - 135线：奥约纳、贝利尼亚、楠蒂阿                                                                                 |
| 布里永-蒙雷阿勒拉克吕斯站门口         | SNCF Car TER         | - 34线：布雷斯地区布尔格、奥约纳、圣克洛德 - 当某条铁路线施工或罢工时，SNCF可能也会提供途径该线路沿途站点的大巴车 |
| 1. 2. 3.                              |                      | |

### 市内交通
布里永-蒙雷阿勒拉克吕斯站附近暂无城市公共交通线路。

### 社会车辆
布里永-蒙雷阿勒拉克吕斯站门口设有社会车辆停车场。

## 临近车站
| 布里永-蒙雷阿勒拉克吕斯站（Gare de Brion - Montréal-la-Cluse） |                                |            |
| 上行车站                                                       | 线路                           | 下行车站   |
| 尼里约站                                                       | 布雷斯地区布尔格－贝勒加德铁路 | 贝勒加德站 |
| 贝利尼亚站                                                     | 昂德洛昂蒙塔涅－拉克吕斯铁路   | （终点）   |
| - 本表仅显示运营中的线路及车站 1.                              |                                |            |